# 紫藤路駅
座標: 北緯31度10分16秒 東経121度21分34秒 / 北緯31.17111度 東経121.35944度
紫藤路駅（しとうろえき）は上海市閔行区に位置する上海地下鉄10号線支線の駅である。

## 歴史
- 2010年4月10日 - 開業。

## 隣の駅
上海軌道交通
■10号線支線
龍柏新村駅 - 紫藤路駅 - 航中路駅